# ピアノ協奏曲第2番 (ショスタコーヴィチ)
ドミートリイ・ショスタコーヴィチのピアノ協奏曲第2番ヘ長調作品102は、1957年に作曲されたピアノ協奏曲である。

## 概要
2曲あるピアノ協奏曲は、ヴァイオリン協奏曲やチェロ協奏曲とは異なり、軽くくつろいだ内容の作品である。第2番は1957年、当時モスクワ音楽院在学中だった息子のマクシム・ショスタコーヴィチのために書かれ、彼に献呈された。初演は同年5月10日、マクシムのピアノ、ニコライ・アノーソフ指揮モスクワ・フィルハーモニー管弦楽団によって行なわれたが、作曲者自身もしばしば演奏した。
第3楽章に有名なハノン練習曲が借用されたほか、全曲の随所に既存曲のパロディを思わせる節を持つ。

## 構成
- 第1楽章 アレグロ
- 第2楽章 アンダンテ
- 第3楽章 （アレグロ）

## 編成
ピアノとトランペット、弦楽5部で編成されたピアノ協奏曲第1番ハ短調と違い、一般的な二管編成（ただしトランペットを含まない）にピアノ独奏が加わったものである。
- ピアノ独奏
- 木管楽器
  - ピッコロ
  - フルート2
  - オーボエ2
  - クラリネット2
  - ファゴット2
- 金管楽器
  - ホルン4
- 打楽器
  - ティンパニ、小太鼓 (1人の奏者で奏される)
- 弦楽器
  - 第1ヴァイオリン
  - 第2ヴァイオリン
  - ヴィオラ
  - チェロ
  - コントラバス

## 備考
ディズニー映画『ファンタジア2000』では、アンデルセン童話「すずの兵隊」のアニメーションが付けられた。